# Konstantin Nikolajewitsch Kornejew
Konstantin Nikolajewitsch Kornejew (russisch Константин Николаевич Корнеев; * 5. Juni 1984 in Moskau, Russische SFSR) ist ein russischer Eishockeyspieler, der seit Juni 2017 bei Sewerstal Tscherepowez in der Kontinentalen Hockey-Liga spielt.

## Karriere
Konstantin Kornejew begann seine Karriere bei Krylja Sowetow Moskau. Für den Klub spielte er bis zum Sommer 2003 unter anderem in der drittklassigen Perwaja Liga und der erstklassigen Superliga. Bereits im NHL Entry Draft 2002 war er von den Montréal Canadiens in der neunten Runde an der 275. Stelle ausgewählt worden. Ab der Saison 2003/04 spielte der Verteidiger beim Ligakonkurrenten Ak Bars Kasan. Mit den Tataren errang Kornejew in der Spielzeit 2005/06 den russischen Meistertitel.
Nach drei Jahren in Kasan wechselte der Abwehrspieler im Sommer 2006 zurück in seine Geburtsstadt. Beim Armeeklub HK ZSKA Moskau stand Kornejew von 2006 bis 2010 unter Vertrag. In der Saison 2010/11 war er Mannschaftskapitän des Teams. Im Dezember 2010 kehrte der Verteidiger nach Kasan zurück.

### International
Kornejew spielte mit der russischen Nationalmannschaft erstmals bei der U18-Junioren-Weltmeisterschaft 2002 in der Slowakei, wo er mit dem Team die Silbermedaille gewann und ins All-Star-Team des Turniers gewählt wurde. Zudem spielte er bei den U20-Junioren Weltmeisterschaften 2003 in Kanada und 2004 in Finnland, bei denen die Russen ohne Medaillengewinn blieben.
Für die Senioren war er bei den Weltmeisterschaften 2007, 2008, 2009, 2010 und 2011 im Einsatz. Zudem gehörte er zu Kader bei den Olympischen Winterspielen 2010 in Vancouver. In den Jahren 2008 und 2009 wurde er mit Russland Weltmeister. Dazu gewann er 2010 die Silber- und 2007 die Bronzemedaille.

## Erfolge und Auszeichnungen
| - 2006 Russischer Meister mit Ak Bars Kasan - 2008 KHL-Verteidiger des Monats November - 2009 KHL All-Star Game - 2009 Verdienter Meister des Sports Russlands im Eishockey | - 2009 Verdienstmedaille für das Vaterland II. Grades - 2009 KHL-Verteidiger des Monats September - 2010 KHL All-Star Game - 2011 KHL All-Star Game |

### International
| - 2002 Silbermedaille bei der U18-Junioren-Weltmeisterschaft - 2002 All-Star-Team der U18-Junioren-Weltmeisterschaft - 2007 Bronzemedaille bei der Weltmeisterschaft | - 2008 Goldmedaille bei der Weltmeisterschaft - 2009 Goldmedaille bei der Weltmeisterschaft - 2010 Silbermedaille bei der Weltmeisterschaft |

## Karrierestatistik

### International
Vertrat Russland bei:
| - U18-Junioren-Weltmeisterschaft 2002 - U20-Junioren-Weltmeisterschaft 2003 - U20-Junioren-Weltmeisterschaft 2004 - Weltmeisterschaft 2007 - Weltmeisterschaft 2008 | - Weltmeisterschaft 2009 - Olympischen Winterspielen 2010 - Weltmeisterschaft 2010 - Weltmeisterschaft 2011 |

(Legende zur Spielerstatistik: Sp oder GP = absolvierte Spiele; T oder G = erzielte Tore; V oder A = erzielte Assists; Pkt oder Pts = erzielte Scorerpunkte; SM oder PIM = erhaltene Strafminuten; +/− = Plus/Minus-Bilanz; PP = erzielte Überzahltore; SH = erzielte Unterzahltore; GW = erzielte Siegtore; 1 Play-downs/Relegation; Kursiv: Statistik nicht vollständig)